# Czechy na Mistrzostwach Świata w Lekkoatletyce 2017
Czechy na Mistrzostwach Świata w Lekkoatletyce 2017 – reprezentacja Czech podczas Mistrzostw Świata w Londynie liczyła 27 zawodników, którzy zdobyli jeden złoty, jeden srebrny oraz jeden brązowy medal.

## Zdobyte medale
| Medal  | Zawodnik          | Konkurencja    | Rezultat | Data        |
| ------ | ----------------- | -------------- | -------- | ----------- |
| złoto  | Barbora Špotáková | rzut oszczepem | 66,76    | 8 sierpnia  |
| srebro | Jakub Vadlejch    | rzut oszczepem | 89,73    | 12 sierpnia |
| brąz   | Petr Frydrych     | rzut oszczepem | 88,32    | 12 sierpnia |

## Skład reprezentacji
Mężczyźni
| Zawodnik     | Konkurencja    | Eliminacje | Eliminacje | Półfinał | Półfinał | Finał    | Finał   |
| Zawodnik     | Konkurencja    | Rezultat   | Pozycja    | Rezultat | Pozycja  | Rezultat | Pozycja |
| ------------ | -------------- | ---------- | ---------- | -------- | -------- | -------- | ------- |
| Pavel Maslák | bieg na 400 m  | 45,10      | 12. q      | 45,24    | 17.      | NQ       | NQ      |
| Jakub Holuša | bieg na 1500 m | 3:42,31    | 13. Q      | 3:38,05  | 1. Q     | 3:34,89  | 5.      |

| Zawodnik         | Konkurencja    | Eliminacje | Eliminacje | Finał    | Finał   |
| Zawodnik         | Konkurencja    | Rezultat   | Pozycja    | Rezultat | Pozycja |
| ---------------- | -------------- | ---------- | ---------- | -------- | ------- |
| Michal Balner    | skok o tyczce  | 5,45       | 25.        | NQ       | NQ      |
| Jan Kudlička     | skok o tyczce  | 5,45       | 18.        | NQ       | NQ      |
| Radek Juška      | skok w dal     | 8,24       | 1. Q       | 8,02     | 10.     |
| Ladislav Prášil  | pchnięcie kulą | 20,04      | 18.        | NQ       | NQ      |
| Tomáš Staněk     | pchnięcie kulą | 20,76      | 9. Q       | 21,41    | 4.      |
| Petr Frydrych    | rzut oszczepem | 86,22      | 2. Q       | 88,32    | brąz    |
| Jaroslav Jílek   | rzut oszczepem | 80,97      | 16.        | NQ       | NQ      |
| Jakub Vadlejch   | rzut oszczepem | 83,87      | 9. Q       | 89,73    | srebro  |
| Vítězslav Veselý | rzut oszczepem | 75,50      | 26.        | NQ       | NQ      |

Dziesięciobój
| Zawodnik      | Konkurencja | 100 m | LJ   | SP    | HJ   | 400 m | 110H  | DT    | PV   | JT    | 1500 m  | Wynik | Pozycja |
| ------------- | ----------- | ----- | ---- | ----- | ---- | ----- | ----- | ----- | ---- | ----- | ------- | ----- | ------- |
| Adam Helcelet | Rezultat    | 11,28 | 7,03 | 14,57 | 2,02 | 49,51 | 14,38 | 44,71 | 4,90 | 71,56 | 4:36,85 | 8222  | 8.      |
| Adam Helcelet | Punkty      | 799   | 821  | 763   | 822  | 837   | 926   | 761   | 880  | 913   | 700     | 8222  | 8.      |

Kobiwty
| Zawodniczka           | Konkurencja                   | Eliminacje | Eliminacje | Półfinał | Półfinał | Finał    | Finał   |
| Zawodniczka           | Konkurencja                   | Rezultat   | Pozycja    | Rezultat | Pozycja  | Rezultat | Pozycja |
| --------------------- | ----------------------------- | ---------- | ---------- | -------- | -------- | -------- | ------- |
| Simona Vrzalová       | bieg na 1500 m                | DNF        | DNF        | NQ       | NQ       | NQ       | NQ      |
| Eva Vrabcová-Nývltová | maraton                       | —          | —          | —        | —        | 2:29:56  | 14.     |
| Zuzana Hejnová        | bieg na 400 m przez płotki    | 55,05      | 4. Q       | 54,59    | 1. Q.    | 54,20    | 4.      |
| Denisa Rosolová       | bieg na 400 m przez płotki    | 55,41      | 10. Q      | 56,40    | 17.      | NQ       | NQ      |
| Lucie Sekanová        | bieg na 3000 m z przeszkodami | 10:09,67   | 37.        | —        | —        | NQ       | NQ      |
| Anežka Drahotová      | chód na 20 km                 | —          | —          | —        | —        | DNF      | DNF     |

| Zawodniczka         | Konkurencja    | Eliminacje | Eliminacje | Finał    | Finał   |
| Zawodniczka         | Konkurencja    | Rezultat   | Pozycja    | Rezultat | Pozycja |
| ------------------- | -------------- | ---------- | ---------- | -------- | ------- |
| Michaela Hrubá      | skok wzwyż     | 1,92       | 10. q      | 1,92     | 11.     |
| Romana Maláčová     | skok o tyczce  | 4,35       | 18.        | NQ       | NQ      |
| Jiřina Ptáčníková   | skok o tyczce  | 4,35       | 18.        | NQ       | NQ      |
| Amálie Švábíková    | skok o tyczce  | NM         | NM         | NQ       | NQ      |
| Kateřina Šafránková | rzut młotem    | 70,67      | 11. q      | 71,34    | 8.      |
| Nikola Ogrodníková  | rzut oszczepem | 59,99      | 19.        | NQ       | NQ      |
| Barbora Špotáková   | rzut oszczepem | 64,32      | 5. Q       | 66,76    | złoto   |

Siedmiobój
| Zawodniczka      | Konkurencja | 100H  | HJ   | SP    | 200 m | LJ   | JT    | 800 m   | Wynik | Pozycja |
| ---------------- | ----------- | ----- | ---- | ----- | ----- | ---- | ----- | ------- | ----- | ------- |
| Kateřina Cachová | Rezultat    | 13,37 | 1,74 | 11,84 | 24,56 | 6,15 | 43,67 | 2:15,58 | 6070  | 15.     |
| Kateřina Cachová | Punkty      | 1069  | 903  | 651   | 928   | 896  | 738   | 885     | 6070  | 15.     |
| Eliška Klučinová | Rezultat    | 14,03 | 1,86 | 14,80 | 24,72 | 6,16 | 41,91 | 2:13,00 | 6313  | 10.     |
| Eliška Klučinová | Punkty      | 974   | 1054 | 848   | 913   | 899  | 704   | 921     | 6313  | 10.     |